# 339-та піхотна дивізія (Третій Рейх)
339-та піхотна дивізія (Третій Рейх) (нім. 339. Infanterie-Division) — піхотна дивізія Вермахту за часів Другої світової війни. Дивізія сформована у грудні 1940 року, тривалий час виконувала окупаційні функції на території Франції. З серпня 1941 року її перекинули на центральний напрямок німецько-радянського фронту, де вона виконувала антипартизанські функції в тиловій смузі групи армій «Центр» на брянському напрямку. Оборонні бої на заході Росії та півночі України. 2 листопада 1943 року залишки дивізії переформовані на корпусну групу «C».

## Історія
339-та піхотна дивізія сформована 15 грудня 1940 року на полігонах Тюрингії у IX військовому окрузі під час 14-ї хвилі мобілізації Вермахту.

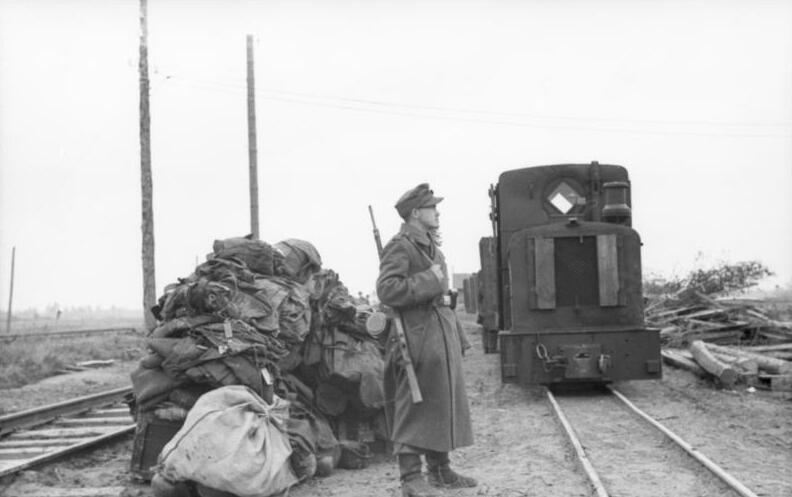
Німецька варта на охороні залізничних шляхів. Східний фронт. 1942

До весни 1941 року дивізія перебувала на території військового округу, де формувалася, на полігонах поблизу населених пунктів Альштедт-Кверфурт-Зангергаузен. З травня 1941 року розпочалася її передислокація до центральної Франції в район Монтаржі-Орлеан-Шатійон-Коліньї. Окупаційні функції частини дивізії в цьому регіоні виконували до серпня 1941 року, після чого дивізію перекинули на центральну ділянку німецько-радянського фронту. 18 серпня 1941 року вона прибула в район Каунаса.

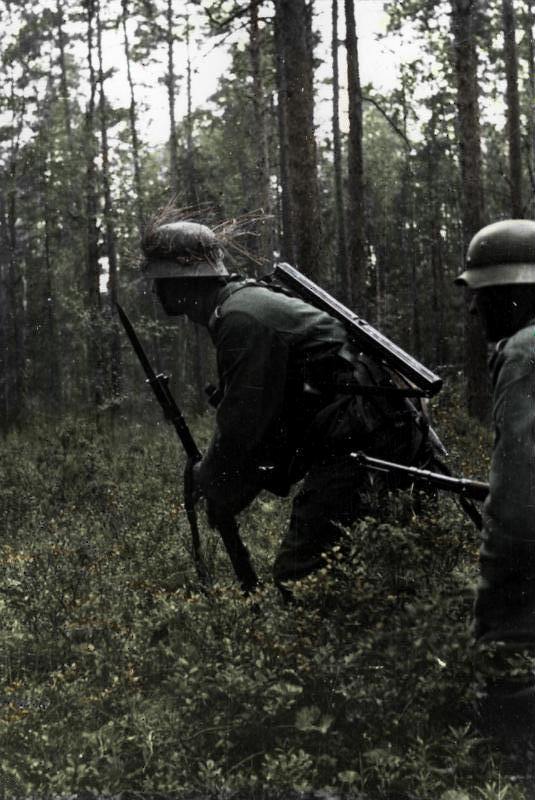
Німецька піхота веде бойові дії в лісі.

З кінця серпня 1941 року 339-та піхотна дивізія зосередилася в районі з центром місто Борисов на сході Білорусі. Її основним завданням було забезпечення охорони тилу в смузі дії групи армій «Центр», антипартизанська боротьба, забезпечення роботи залізничного транспорту, супровід колон з вантажами, особовим складом тощо. З'єднання проводило контрпартизанські дії в районах Борисова, Бобруйська, Мозиря, Полоцька, Почепа, Клинців, Толочина, Клєтні, Новгорода-Сіверського, Жлобина та Гомеля.

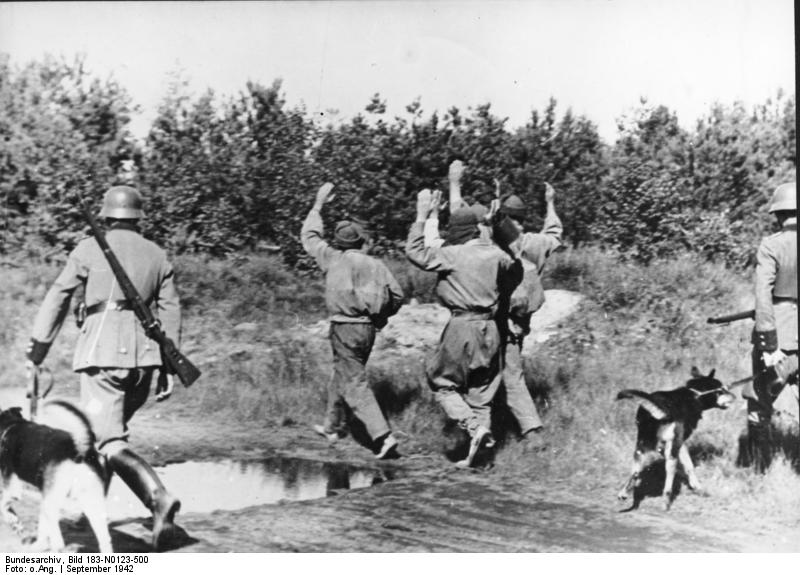
Антипартизанська операція. Вересень 1942

З січня 1942 до початку 1943 року дивізія продовжувала виконувати антипартизанські акції в західних областях Росії та проводила зачищення в тиловій смузі групи армій «Центр» у районах Людиново, Маніно, Кіров, Щигри, Букань, Битош, Березовка, Верещовка.
2 листопада 1943 року 339-та піхотна дивізія разом з підрозділами 183-ї і 217-ї піхотних дивізій Вермахту групи армій «Південь», що були розгромлені восени 1943 року на Східному фронті, увійшла до складу об'єднання — корпусної групи «C».

## Райони бойових дій
- Німеччина (грудень 1940 — травень 1941);
- Франція (травень — серпень 1941);
- СРСР (північний напрямок) (серпень 1941 — жовтень 1943);
- СРСР (південний напрямок) (жовтень — листопад 1943).

## Командування

### Командири
- генерал-лейтенант Георг Гевельке (нім. Georg Hewelke) (15 грудня 1940 — 18 січня 1942, загинув у бою під Брянськом);
- генерал-майор, з 1 квітня 1942 генерал-лейтенант Курт Пфлюградт (нім. Kurt Pflugradt) (січень — 8 грудня 1942[Прим. 1]);
- генерал-майор Мартін Ронікке (нім. Martin Ronicke) (8 грудня 1942 — 1 жовтня 1943);
- генерал-майор Вольфганг Ланге (нім. Wolfgang Lange) (1 жовтня — 2 листопада 1943, ТВО).

### Підпорядкованість
| Час       | Корпус                                    | Армія              | Група армій (округ) | Штаб                |
| --------- | ----------------------------------------- | ------------------ | ------------------- | ------------------- |
| 1940      |                                           |                    |                     |                     |
| 15 грудня | формування                                | формування         | IX військовий округ | Тюрингія            |
| 1941      |                                           |                    |                     |                     |
| 1 січня   | формування                                | формування         | Група армій «D»     | Тюрингія            |
| 8 травня  | XXXXV командування особливого призначення | 1-ша армія         | Група армій «Центр» | Демаркаційна лінія  |
| 23 серпня | передислокація                            | передислокація     | Група армій «Центр» | Вітебськ, Бобруйськ |
| 1942      |                                           |                    |                     |                     |
| 1 січня   | резерв                                    | резерв             | Група армій «Центр» | Вітебськ, Бобруйськ |
| січень    | VI ак                                     | 9-та армія         | Група армій «Центр» | Ржев                |
| 14 січня  | XXIV мк                                   | 2-га танкова армія | Група армій «Центр» | Брянськ             |
| 20 квітня | XXXXVII мк                                | 2-га танкова армія | Група армій «Центр» | Брянськ             |
| 21 червня | XXXXVII тк                                | 2-га танкова армія | Група армій «Центр» | Брянськ             |
| 1943      |                                           |                    |                     |                     |
| 1 січня   | XXXXVII тк                                | 2-га танкова армія | Група армій «Центр» | Брянськ             |
| квітень   | LV ак                                     | 2-га танкова армія | Група армій «Центр» | Жиздра              |

### Склад
| 1942                                   | 1943                         |
| -------------------------------------- | ---------------------------- |
| 691-й піхотний полк                    | 691-й гренадерський полк     |
| 692-й піхотний полк                    | 692-й гренадерський полк     |
| 693-й піхотний полк                    | 693-й гренадерський полк     |
| 339-й артилерійський полк              |                              |
| 339-й розвідувальний батальйон         |                              |
| 339-й інженерний батальйон             |                              |
| 339-й дивізійний фузілерний батальйон  | —                            |
| —                                      | 339-й протитанковий дивізіон |
| 339-й дивізійний батальйон зв'язку     |                              |
| 339-те дивізійне управління постачання |                              |
| —                                      | 339-й запасний батальйон     |